# Chaggaj Merom
Chaggaj Merom (hebr.: חגי מירום, ang.: Hagai Meirom, ur. 23 września 1946 w Afuli) – izraelski prawnik i polityk, w latach 1988–1999 poseł do Knesetu.

## Życiorys
Urodził się 23 września 1946 w Afuli, w ówczesnym Brytyjskim Mandacie Palestyny.
Służbę wojskową zakończył w stopniu kapitana. Ukończył studia prawnicze na Uniwersytecie Telawiwskim(LLB).
W wyborach w 1988 został wybrany posłem z listy Koalicji Pracy. W dwunastym Knesecie zasiadał w komisjach spraw zagranicznych i obrony; konstytucyjnej, prawa i sprawiedliwości; budownictwa oraz edukacji i kultury. W trakcie kadencji Koalicja przekształciła się w unitarną Partię Pracy, z której listy Merom uzyskał reelekcję w 1992. W trzynastym Knesecie był przewodniczącym komisji budownictwa oraz spraw zagranicznych i obrony, a także podkomisji ds. personelu i edukacji w wojsku i komitetu wspólnego ds. budżetu Knesetu. Ponadto był członkiem komisji konstytucyjnej, prawa i sprawiedliwości. W wyborach w 1996 po raz trzeci zdobył mandat poselski, a w Knesecie XIV kadencji zasiadał w komisjach spraw zagranicznych i obrony; konstytucyjnej, prawa i sprawiedliwości oraz budownictwa.
23 lutego 1999 opuścił wraz Nissimem Cewilim macierzyste ugrupowanie, by wraz z Jicchakiem Mordechajem, Dawidem Magenem, Danem Meridorem i Eli’ezerem Sandbergiem, którzy opuścili frakcję Likud-Geszer-Comet, utworzyć nowe ugrupowanie – Partię Centrum. W wyborach w 1999 utracił miejsce w parlamencie.